# Boban Marjanović
Boban Marjanović, en serbio cirílico: Бобан Марјановић; (Zaječar, RS de Serbia; 15 de agosto de 1988) es un jugador de baloncesto serbio que pertenece a la plantilla de los Zhejiang Lions de la CBA. Mide 2,24 metros de altura y juega en la posición de pívot.

## Trayectoria profesional

### Europa

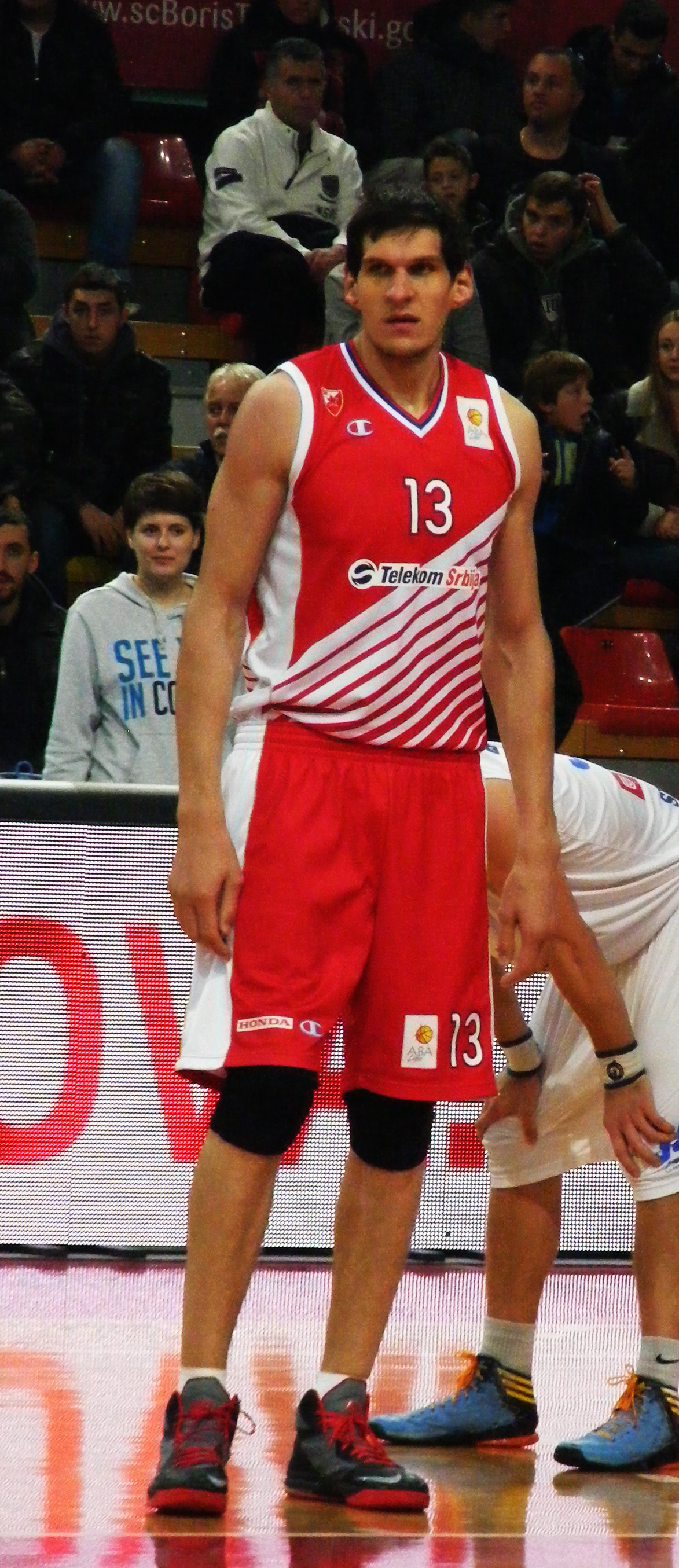
Marjanović con el Estrella Roja en 2014-15.

Marjanović comenzó a jugar con 14 años en las categorías inferiores del club serbio Hemofarm, a cuyo primer equipo se unió en 2006. Jugó con este equipo durante 4 años, hasta 2010, salvo en 2007, año en que fue cedido al Swisslion Takovo.
En verano de 2010 fue fichado por el equipo ruso del CSKA Moscú, debido a la insistencia de su entrenador Duško Vujošević, pero cuando éste fue despedido, Marjanović tampoco tuvo sitio en el equipo, y al poco tiempo fue cedido al club lituano del Žalgiris Kaunas. En 2011 regresó a Rusia cuando fichó por el Nizhni Nóvgorod, donde permaneció hasta principios de 2012, año en que retornó a Serbia para jugar en el Radnički Kragujevac hasta mediados de 2012.
En julio de 2012 fichó por el Mega Vizura, donde comenzó a destacar. En esa temporada 2012-13 fue elegido MVP de la Liga serbia.
Esto le valió para firmar en 2013 un contrato de dos años por el Estrella Roja de Belgrado donde ganó 2 Copas serbias y se acabaría consagrando como un gran jugador.
En la temporada 2014-15, Marjanović promedió con el Estrella Roja, 10,2 puntos y 7,6 rebotes en la Liga del Adriático, y 20 puntos y 9 rebotes en los partidos disputados en la Liga serbia. También destacó a nivel europeo y mundial realizando una gran Euroliga con unos promedios de 16,6 puntos y 10,7 rebotes por partido, actuaciones que le valieron para ser el jugador con mayor valoración de la Euroliga.

### NBA

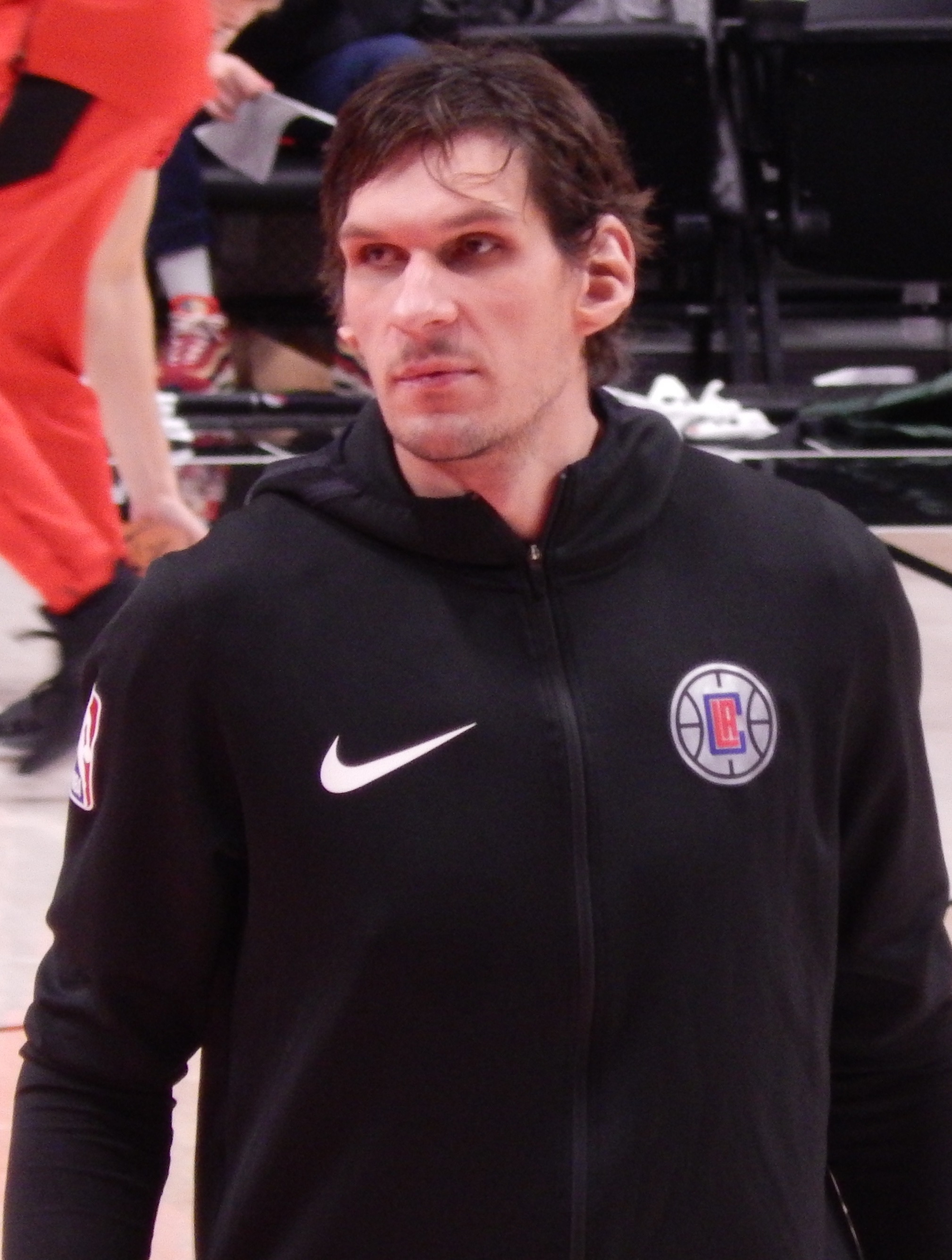
Boban con los Clippers en 2018.

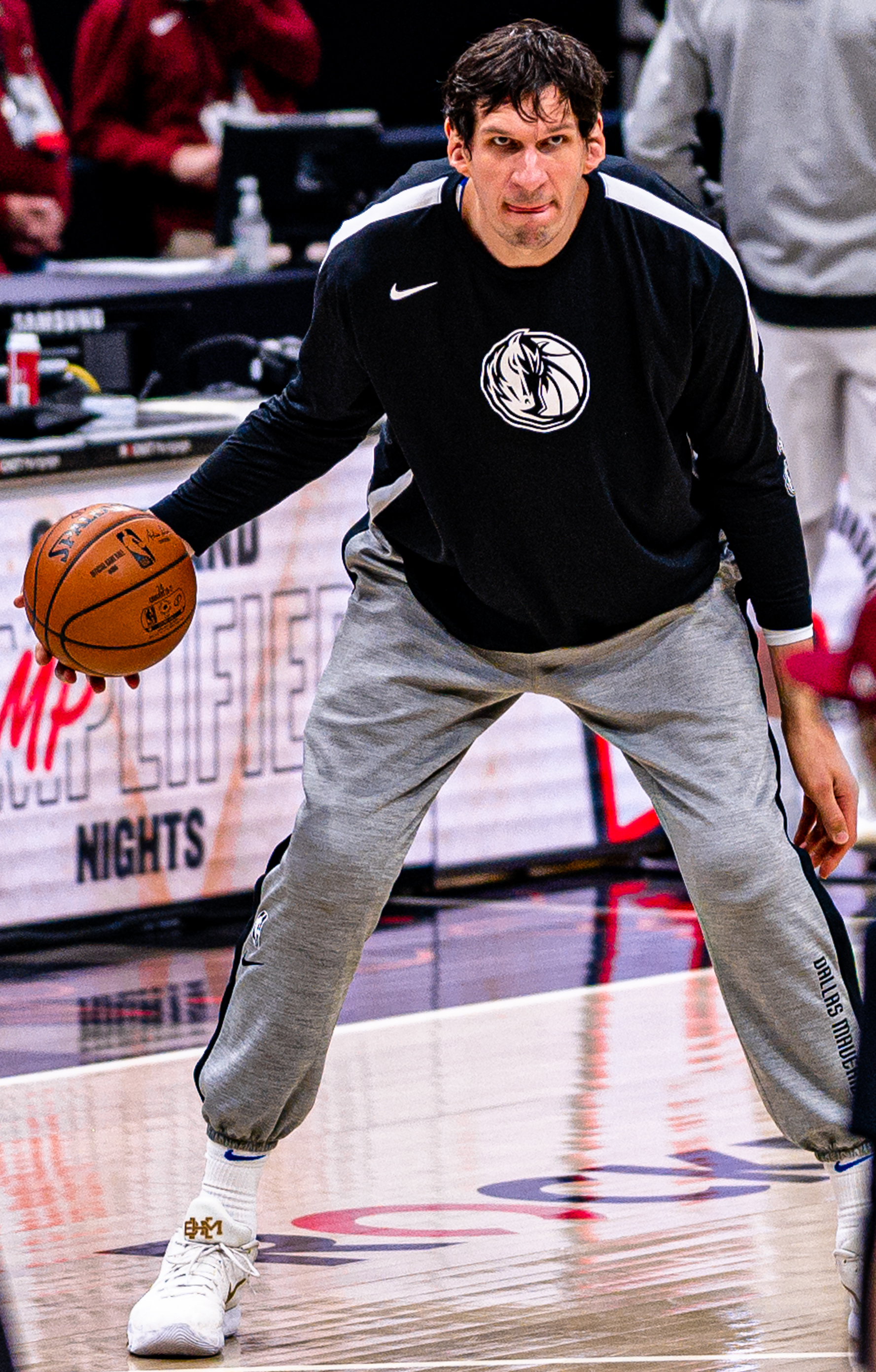
Marjanović con los Mavs en 2021.

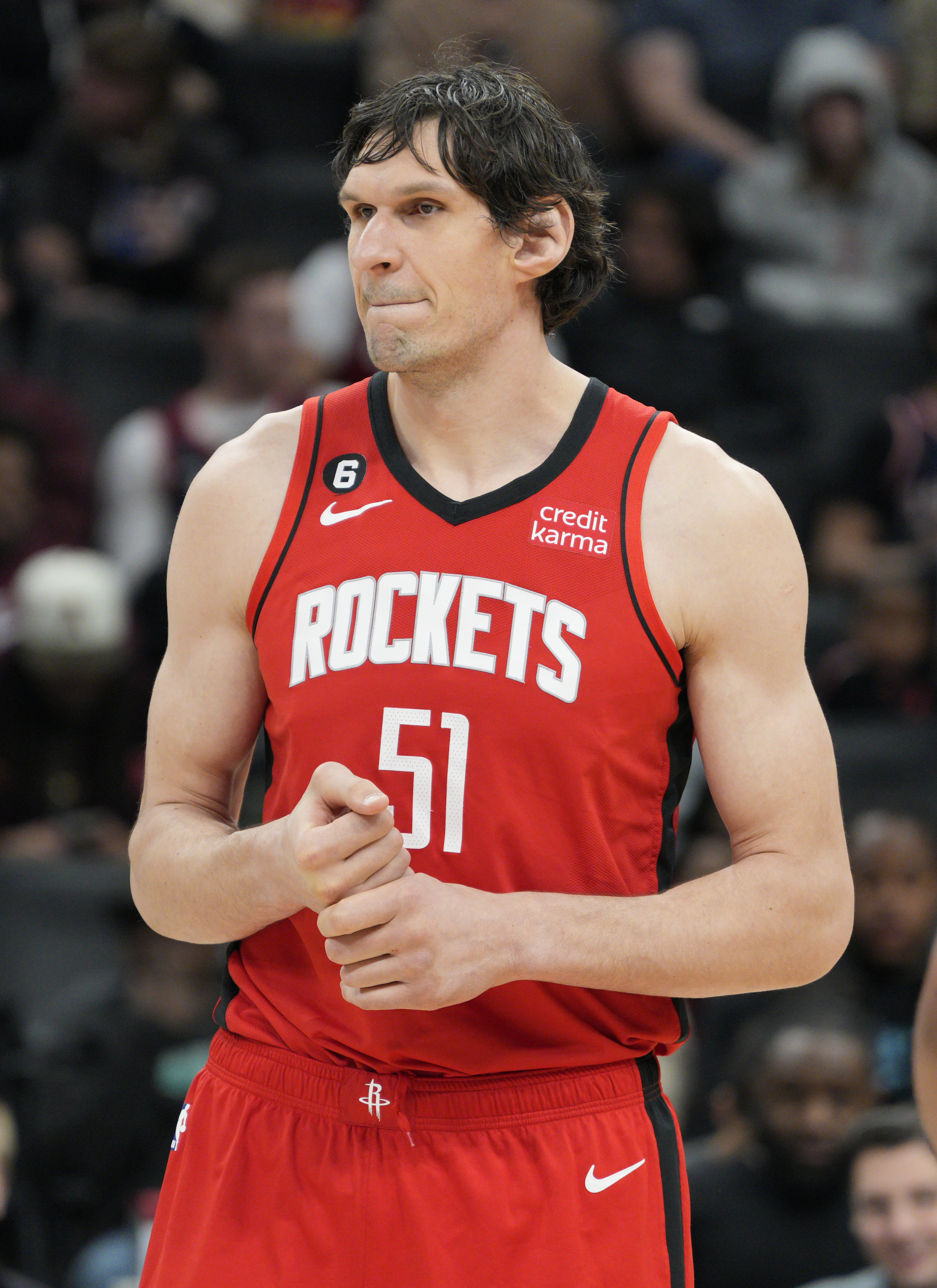
Marjanović con los Rockets en 2023.

#### San Antonio Spurs (2015-16)
El gran momento de juego en el que se encontraba le hizo fichar por los San Antonio Spurs para la Temporada 2015-16 de la NBA. Sin embargo, después de firmar por el equipo texano, y para cuidar una lesión en el pie izquierdo, se le prohibió jugar con Serbia el Eurobasket 2015.
Marjanović hizo su debut en la NBA la noche del 30 de octubre de 2015, en un partido que su nuevo equipo, los San Antonio Spurs, jugó contra los Brooklyn Nets. Solo jugó 4 minutos, pero anotó 6 puntos y atrapó 5 rebotes.
Sin embargo, debido a los pocos minutos que pudo disfrutar al comienzo de la liga, a primeros de diciembre de 2015, los Spurs decidieron enviar al pívot serbio a su equipo vinculado de la D-League, los Austin Spurs, para que el jugador pudiera disfrutar de los minutos que no tenía en la NBA. En este equipo solo jugó 2 partidos, pero con unas espectaculares medias de 25 puntos, 11 rebotes y 3.5 asistencias.
Volvió a ser llamado por los San Antonio Spurs el 6 de diciembre, y, al día siguiente, anotó 18 puntos (8 de 10 en lanzamientos de 2) en la victoria por 119-68 sobre los Philadelphia 76ers.
Su primera temporada en la NBA fue discreta en cuanto a estadísticas, solo 9.40 minutos por partido (5,5 puntos, 3,6 rebotes y 0,4 tapones de media) en un total de 54 partidos (4 de ellos titular).
Sin embargo, a pesar de gozar de pocos minutos, dio buenas sensaciones, y los críticos coincidieron en que fue un buen rookie. En varios partidos tuvo buenas actuaciones, consiguiendo más de 10 puntos y 10 rebotes en algunas noches. Su mejor partido fue la noche del 13 de abril de 2016, que despidió la temporada regular, en el que anotó 22 puntos y capturó 12 rebotes frente a los Dallas Mavericks.
Su participación en los Playoffs fue testimonial (6 minutos por partido en un total de 7 jugados). Su equipo cayó en Semifinales contra los Oklahoma City Thunder.

#### Detroit Pistons (2016-2018)
En julio de 2016 fichó por los Detroit Pistons. Sin embargo, apenas contó para Stan Van Gundy, y su aportación al equipo fue meramente testimonial, promediando unos escasos 5.5 puntos por partido y 3.7 rebotes por partido en 8.4 minutos por encuentro, para un total de 35 partidos, ninguno como titular. No obstante, la noche del 8 de abril de 2017, en uno de los últimos partidos de temporada regular, Marjanović firmó su mejor partido en cuanto a anotación se refiere, un total de 27 puntos y 12 rebotes en 28 minutos de juego.
En septiembre de 2017 participó en el EuroBasket con la Selección de Serbia, donde su equipo logró la medalla de plata, perdiendo la final ante Eslovenia. Marjanović jugó todos los partidos.
La temporada siguiente fue igual para Marjanović, cuya presencia en la cancha se redujo a una media de 9 minutos por partido jugado promediando 6,2 puntos y 3 rebotes por partido, para un total de 19 partidos. El 3 de enero de 2018 jugó su primer partido en el quinteto inicial con el equipo de Míchigan. Anotó 15 puntos y capturó 9 rebotes en un total de 21 minutos, sin embargo, el equipo perdió 104 a 111 con los Miami Heat.
A mitad de temporada fue enviado a Los Angeles Clippers.

#### Los Angeles Clippers (2018-2019)
En enero de 2018 fue traspasado a Los Angeles Clippers junto a Tobias Harris, Avery Bradley, una primera ronda del Draft (protegida del 1-4 desde 2018 a 2020) y una segunda ronda, a cambio de Blake Griffin, Brice Johnson, Willie Reed y una segunda ronda del Draft de 2019.
Terminó con el equipo californiano a principios de 2019, cuando fue enviado a los Philadelphia 76ers. En estos dos incompletos años en los Clippers, Marjanović jugó un total de 56 partidos, 9 de ellos como titular, con unas medias de 9,7 minutos por partido, y 6,4 puntos y 4,3 rebotes.

#### Philadelphia 76ers (2019)
El 6 de febrero de 2019, es traspasado, junto a Tobias Harris y Mike Scott a Philadelphia 76ers a cambio de Landry Shamet, Wilson Chandler y Mike Muscala. Marjanović tuvo la media de presencia en pista más alta de su etapa en la NBA, alcanzando 13,9 minutos de media, con promedios de 8,2 en puntos y 5,1 en rebotes, también los más altos de su carrera NBA. Jugó un total de 22 partidos.
El equipo alcanzó las semifinales de conferencia, cayendo frente a los Toronto Raptors. No obstante, Marjanović tuvo un papel testimonial, ya que solo jugó una media de 9.5 minutos, en los que tuvo unas medias de 5.8 puntos y 3.3 rebotes, en un total de 11 partidos.

#### Dallas Mavericks (2019-2022)
El 3 de julio de 2019, firma un contrato de $7 millones por 2 años con Dallas Mavericks. Llegó nuevamente como pívot suplente. Se encontró jugando en un equipo joven junto a otras figuras europeas como el esloveno Luka Dončić y el letón Kristaps Porziņģis, que estaban rindiendo a gran nivel hasta que la temporada 2019-20 se vio interrumpida por la pandemia de Covid-19.
Al reanudarse la temporada en agosto, el equipo texano consiguió clasificarse para los Playoffs como séptimos de la conferencia Oeste. En primera ronda, les tocó enfrentarse a Los Angeles Clippers, segundos de conferencia. Dallas acabó perdiendo por 4 a 2. No obstante, fue una dura lucha en la que el equipo texano tuvo oportunidades reales de haber sido el equipo que pasara. La actuación de Marjanović, como siempre, fue reducida en cuanto a minutos pero sus actuaciones fueron importantes para el equipo, haciendo gala de una soltura y una experiencia que contagia a sus compañeros. Jugó una media de 9,6 minutos por partido, con medias de 6,6 puntos, 4.5 rebotes. En playoffs sus números fueron ligeramente superiores, jugando una media de 13,7 minutos, con 6,8 puntos y 5,8 rebotes.
El 10 de agosto de 2021, acuerda una extensión de contrato con los Mavs por $7 millones y 2 años.

#### Houston Rockets (2022-2024)
Tras tres temporadas en Dallas, el 15 de junio de 2022 es traspasado a Houston Rockets junto a Sterling Brown, Trey Burke y Marquese Chriss, a cambio de Christian Wood. El 9 de febrero de 2023 es cortado para liberar un espacio en la plantilla y permitir realizar traspasos al equipo, pero el 13 de febrero es readquirido por los Rockets.
En septiembre de 2023 renueva con los Rockets por una temporada.

### Regreso a Europa
El 17 de septiembre de 2024 se hizo oficial su fichaje por el Fenerbahçe de la BSL turca. El 23 de diciembre se anunció su desvinculación con el equipo turco.

### Paso por China
El 2 de enero de 2025 firmó contrato con los Zhejiang Lions de la Chinese Basketball Association (CBA).

## Selección nacional
Con la selección júnior, ganó dos medallas de oro en el Mundial Sub-19 de 2007 y en el Mundial Sub-20 de 2008.
Ya con la selección absoluta estuvo preseleccionado para disputar el EuroBasket 2009 y el Mundial de 2010, pero finalmente no formó parte de los 12 seleccionados. Su primera cita importante con la selección nacional de Serbia fue el EuroBasket 2011, donde finalizaron en el octavo puesto.
En 2015, San Antonio Spurs, prohibió a Boban disputar el Eurobasket 2015 por riesgo de lesión.
En 2017 pudo participar, y su selección ganó la plata en el Eurobasket 2017, al perder la final contra Eslovenia.
En 2019, participó con su selección en el Mundial de China, llegando a cuartos de final.

## Estadísticas de su carrera en la NBA

### Temporada regular
| Año     | Equipo       | PJ  | PT | MPP  | %TC  | %3P  | %TL  | RPP | APP | ROB | TPP | PPP |
| ------- | ------------ | --- | -- | ---- | ---- | ---- | ---- | --- | --- | --- | --- | --- |
| 2015-16 | San Antonio  | 54  | 4  | 9.4  | .603 | .000 | .763 | 3.6 | .4  | .2  | .4  | 5.5 |
| 2016-17 | Detroit      | 35  | 0  | 8.4  | .545 | .000 | .810 | 3.7 | .3  | .2  | .3  | 5.5 |
| 2017-18 | Detroit      | 19  | 1  | 9.0  | .519 | .000 | .800 | 3.0 | .7  | .2  | .3  | 6.2 |
| 2017-18 | LA Clippers  | 20  | 0  | 8.3  | .551 | .000 | .788 | 4.4 | .4  | .3  | .3  | 5.9 |
| 2018-19 | LA Clippers  | 36  | 9  | 10.4 | .607 | .400 | .758 | 4.2 | .6  | .3  | .5  | 6.7 |
| 2018-19 | Philadelphia | 22  | 3  | 13.9 | .625 | .500 | .722 | 5.1 | 1.5 | .2  | .5  | 8.2 |
| 2019-20 | Dallas       | 44  | 5  | 9.6  | .573 | .235 | .754 | 4.5 | .5  | .2  | .2  | 6.6 |
| 2020-21 | Dallas       | 33  | 3  | 8.2  | .508 | .125 | .816 | 3.9 | .3  | .1  | .2  | 4.7 |
| 2021-22 | Dallas       | 23  | 0  | 5.6  | .600 | .250 | .591 | 1.7 | .1  | .0  | .1  | 4.3 |
| 2022-23 | Houston      | 31  | 0  | 5.5  | .683 | .000 | .741 | 1.9 | .3  | .2  | .1  | 3.3 |
| 2023-24 | Houston      | 14  | 0  | 5.1  | .529 | .000 | .643 | 2.3 | .4  | .1  | .1  | 3.2 |
| total   | total        | 330 | 25 | 8.7  | .578 | .238 | .762 | 3.6 | .5  | .2  | .3  | 5.6 |

### Playoffs
| Año   | Equipo       | PJ | PT | MPP  | %TC  | %3P  | %TL   | RPP | APP | ROB | TPP | PPP  |
| ----- | ------------ | -- | -- | ---- | ---- | ---- | ----- | --- | --- | --- | --- | ---- |
| 2016  | San Antonio  | 7  | 0  | 6.0  | .667 | .000 | .889  | 2.0 | .4  | .0  | .3  | 3.4  |
| 2019  | Philadelphia | 11 | 0  | 9.5  | .600 | .000 | .842  | 3.3 | 1.0 | .2  | .3  | 5.8  |
| 2020  | Dallas       | 6  | 0  | 13.7 | .567 | .000 | .778  | 5.8 | .8  | .0  | .3  | 6.8  |
| 2021  | Dallas       | 4  | 3  | 20.8 | .513 | —    | .778  | 8.0 | 1.0 | .0  | .3  | 11.3 |
| 2022  | Dallas       | 3  | 0  | 2.0  | .250 | —    | 1.000 | 1.0 | .0  | .3  | .0  | 1.3  |
| Total | Total        | 31 | 3  | 10.3 | .560 | .000 | .833  | 3.9 | .7  | .1  | .3  | 5.8  |

## Filmografía
Marjanović hizo un cameo como Jānis Krūmiņš en la película dramática deportiva serbia del 2015 titulada We Will Be the World Champions.
En 2019, interpretó a un asesino llamado Ernest en el thriller de acción estadounidense John Wick: Chapter 3 - Parabellum. Aparece y cita la Divina Comedia de Dante Alighieri, luego pelea contra John Wick en la Biblioteca Pública de Nueva York.
En 2022 aparece interpretando a un jugador de baloncesto serbio en la película Garra, producida por Adam Sandler.
En 2023 vuelve a interpretar a un asesino, en la comedia Self Reliance.
| Año  | Título                            | Personaje     | Notas      |
| ---- | --------------------------------- | ------------- | ---------- |
| 2015 | We Will Be the World Champions    | Jānis Krūmiņš | cameo      |
| 2019 | John Wick: Chapter 3 - Parabellum | Ernest        | secundario |
| 2022 | Garra                             | Gran serbio   | secundario |
| 2024 | Self Reliance                     | 7 Foot Man    | secundario |